# Iglesias cristianas inclusivas

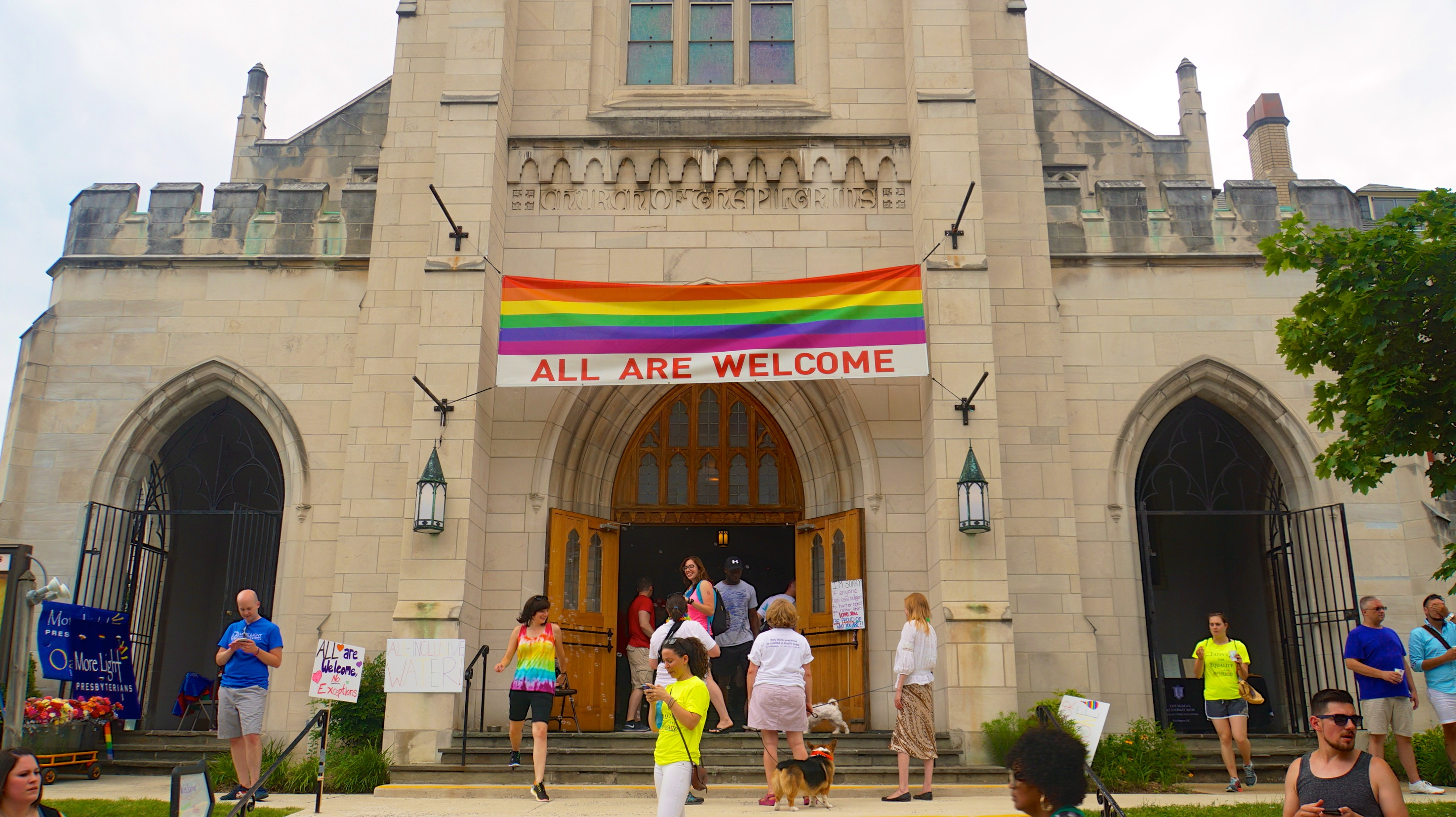
Un matrimonio homosexual en una iglesia de culto presbiterianismo en Washington D. C..

Las iglesias cristianas inclusivas con las lesbianas, gais, bisexuales y personas transgénero son aquellas confesiones cristianas que no consideran como pecados a la homosexualidad (masculina o femenina) o la transexualidad. Entre ellas se incluyen confesiones religiosas completas, además de congregaciones e iglesias individuales. Algunas están compuestas principalmente por miembros que no forman parte de la comunidad LGBT y tienen programas específicos para dar la bienvenida a las personas LGBT, mientras que otras están compuestas principalmente por componentes de la comunidad LGBT. También realizan bendiciones a parejas del mismo sexo y en algunos casos bodas equiparadas al matrimonio entre un hombre y una mujer. 

## Historia

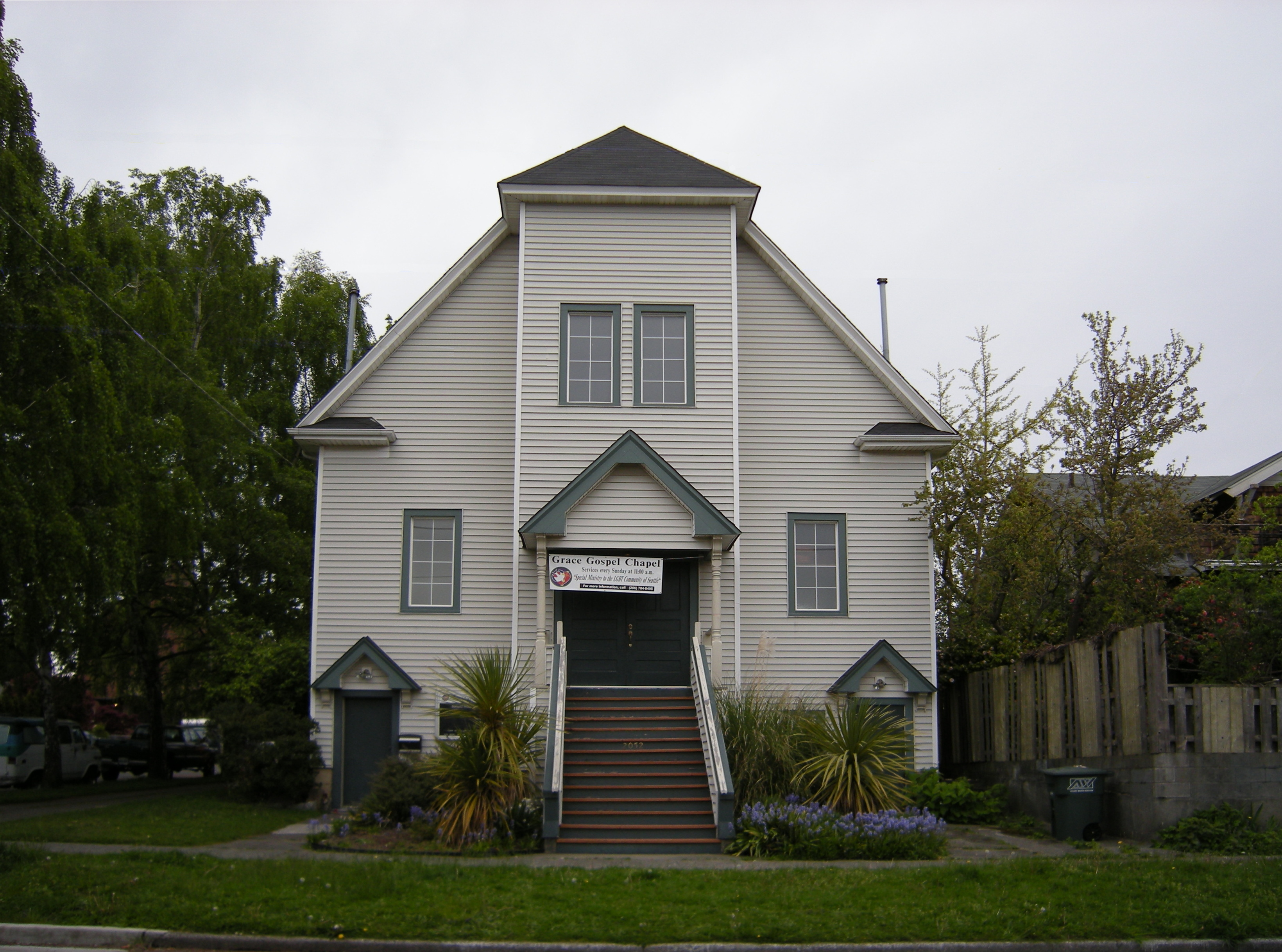
Grace Gospel Chapel, en Seattle.

El cristianismo tradicionalmente ha prohibido la sodomía, por considerar que esta práctica era pecaminosa.
Una de las primeras iglesias que se establecieron para asistir a los homosexuales fue la Liberal Catholic Church (Iglesia católica liberal), de Sídney, Australia en 1916. En 1946 el arzobispo George Hyde de la Comunión católica eucarística (una pequeña confesión que no está en comunión con la Santa Sede) celebró una misa para los gais de Atlanta. En 1956 activistas gais fundaron la Church of ONE Brotherhood. En 1962 un pastor congregacionalista inició un ministerio declaradamente dirigido a los homosexuales de Nueva York. La primera confesión específicamente gay y transgénero, no una congregación individual, fue la Iglesia de la Comunidad Metropolitana en 1968.
Para que una iglesia se declare como inclusiva o sea considerada como tal, deben realizar algunos procedimientos internos que autoricen por una mayoría y consensuadamente dicho reconocimiento, como a través de sínodos, estudios y análisis teológicos profundos que permitan reformas, entre otros mecanismos. Para que esto se lleve a cabo, durante el siglo XXI se ha iniciado una conceptualización y redefinición de las acciones entre personas del mismo sexo, como la homoafectividad, el homoerotismo y la propia homosexualidad, lo cual ha permitido facilitar y obtener una mayor comprensión bajo un punto de vista teológico basado en lo que dice la Biblia, sobre lo que es permitido y lo que no, como lo que pudiese ser interpretado como pecado y lo que no lo es.
Algunas congregaciones son meramente no discriminatoras e inclusivas mientras que otras están específicamente orientadas hacia la comunidad LGBT. Algunas congregaciones locales, específicamente denominadas «iglesias de bienvenida» entre las confesiones baptista, luterana, presbiteriana, de la iglesia unida de Cristo, metodista, episcopal y menonita están compuestas mayoritariamente por miembros LGBT.

## Confesiones

### Confesiones internacionales
- Association of Welcoming and Affirming Baptists[7]
- Afirming Pentecostal Church International[8]

### América del Norte
- Old Catholic Churches International (O.C.C.I)
- Canadian Unitarian Council
- Ecumenical Catholic Church
- International Christian Community Churches
- Restoration Church of Jesus Christ EE. UU. una confesión mormona
- Iglesia evangélica luterana en Estados Unidos
- Iglesia episcopal en los Estados Unidos
- Global Alliance of Affirming Apostolic Pentecostals
- Iglesia de la Comunidad Metropolitana
- Iglesia católica antigua
- Iglesia presbiteriana en Estados Unidos
- Reformed Church in America
- Restoration Church of Jesus Christ (Salt Lake City, Utah, EE. UU.) — una confesión mormona
- Iglesia Unida de Cristo
- Iglesia Unida de Canadá
- Unitarian Universalist Association
- Iglesia Evangélica Luterana en Canadá
- Alianza de Bautistas (EE. UU.)
- Asociación Canadiense para las Libertades Bautistas

### América Latina
- Vicariato General para Latinoamérica  O.C.C.I (Old Catholic Churches International)
- Conexión Medellín
- Iglesia Episcopal de Chile+ Iglesia Episcopal de Chile+
- Iglesia de la Comunidad Metropolitana
- Comunidad Cristiana de Dios (Autenticistas)
- Iglesia Episcopal Anglicana del Brasil
- Iglesia Evangélica Luterana en Chile
- Iglesia Colombiana Metodista
- Iglesia Evangélica Luterana Unida de Argentina y Uruguay
- Iglesia Comunidad Luterana Inclusiva Buenas Nuevas Colombia
- Fraternidad de Iglesias Bautistas de Cuba
- Alianza de Bautistas de Brasil

### Europa
- Českobratrská církev evangelická[9][10][11][12][13] (Países checos)
- Čeští kvakeři z.s. (La Sociedad Religiosa de los Amigos)[14][15][16]
- European Forum of Lesbian, Gay, Bisexual and Transgender Christian Groups[17]
- Las iglesias luterana, reformada y unida de la Iglesia evangélica en Alemania
- Iglesia católica antigua (Alemania, Suiza, Austria, Países Bajos y Países checos)
- Iglesia reformada suiza
- Iglesia de la Comunidad Metropolitana
- Iglesia protestante en los Países Bajos
- Iglesia del Pueblo Danés
- Iglesia de Noruega
- Iglesia de Suecia
- Iglesia episcopal escocesa
- Iglesia evangélica luterana de Finlandia
- Iglesia Evangélica Española
- Iglesia Nacional de Islandia
- Iglesia protestante unida de Bélgica
- Cuáqueros británicos[18]
- Iglesia de Escocia[19]
- Logos Česká republika, z. s.[20][21][22] (Países checos)

## Congregaciones individuales
- Bethlehem Community, Faithful Companions of St. Francis – comunidad religiosa en la Iglesia ecuménica católica (Liverpool, Inglaterra)
- Broadway United Methodist Church (Indianápolis, EE. UU.)
- Cathedral of Hope (Dallas, Texas, EE. UU.)
- Christ Chapel of the Valley (North Hollywood, Los Ángeles, EE. UU.) - miembro de la Asociación de iglesias de capillas cristianas evangélicas.
- Community Parish of St Bernadette Liverpool – congregación de la  Iglesia ecuménica católica (Liverpool, Inglaterra)
- Glide Memorial Church (San Francisco, California, EE. UU.)
- Most Holy Redeemer Catholic Church (San Francisco, California, USA)
- Grace Gospel Chapel (Seattle, Washington, EE. UU.)
- Seattle First Baptist Church (Seattle, Washington, EE. UU.)
- Light of Love Fellowship (San Luis, Misuri, USA)
- Pullen Memorial Baptist Church (Raleigh, Carolina del Norte, USA)
- Parroquia de San Marcos - congregación de la iglesia anglicana (Guadalajara, Jalisco, México)
- Iglesia presbiteriana de la casa de la luz Tong-Kwang (Taipéi, Taiwán)
- University Baptist Church (Austin, Texas, EE. UU.)
- St. Paul's Anglican Church (Vancouver, Canadá)
- Wake Forest Baptist Church (Winston-Salem, Carolina del Norte, EE. UU.)
- Walnut Creek United Methodist Church (Walnut Creek, California, EE. UU.)
- Living Spirit United Methodist Church (Minneapolis, Minnesota, EE. UU.)
- Greenland Hills United Methodist Church (Dallas, TX, EE. UU.)
- University Baptist Church (Seattle, Washington, EE. UU.)